# 涅斐勒

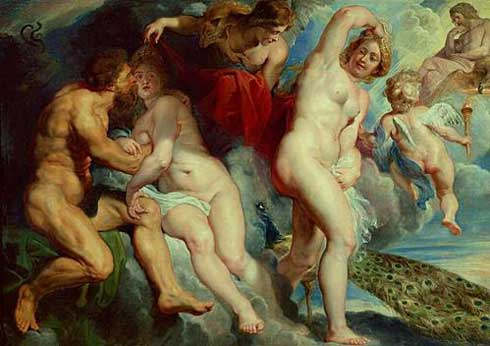
涅斐勒

涅斐勒是在希臘神話中容貌神似天后赫拉的雲之仙女。

## 涅斐勒的神話
涅斐勒是一位雲朵寧芙，容貌跟天后赫拉的容貌十分相像，她每天都無憂無慮地在天空中飄遊並編織出五彩的雲霞。美麗的容貌優雅到每當黃昏時其臉頰就會緋紅而顯得更加明艷動人。宙斯有次在奥林匹克的殿堂中發現拉比斯國（Lapith）的国王伊克西翁疑似在调戏赫拉。祂為了查看伊克西翁的行徑決定由涅斐勒取代赫拉來試探伊克西翁。當伊克西翁醉酒后与涅斐勒交配生下半人马族。后来这些半人马与皮利翁山上的母马交配成为所有半人马的祖先。不過也讓宙斯因此震怒而處罰令涅斐勒喪失處女之身的伊克西翁。
赫拉為了補償涅斐勒的過失，她讓古希臘弥倪埃人的維奧蒂亞國的国王阿塔玛斯娶涅斐勒为妻，當阿塔玛斯於黃昏時抬頭欣賞天邊的彩霞時遇見涅斐勒就對她一見鍾情，因此兩人結婚育有佛里克索斯王子和赫勒公主兩人。可是阿塔玛斯却拋棄涅斐勒另取底比斯的奠基人卡德摩斯的女儿伊诺為新王妃還育有兩名子女。當時伊諾很討厭涅斐勒的孩子佛里克索斯與赫勒，她為了讓自己的孩子獲得阿塔瑪斯的寵愛不但不關心佛里克索斯與赫勒，甚至不斷的折磨與迫害他們，甚至故意在维奥蒂亚國引發饑荒用假德爾菲神囑要獻祭佛里克索斯來解決災害，讓佛里克索斯與赫勒在受盡苦難中身處危機，涅斐勒對自己的孩子受到伊諾的殘酷對待下感到很氣憤便向天后赫拉訴苦與告狀，赫拉對這件事感到很震怒打算要將所有的災禍都降臨在阿塔瑪斯與伊诺的身上，幸好因赫拉克勒斯出面幫助佛里克索斯與赫勒讓他們能夠逃離災難。（另一种说法是在涅斐勒的请求下讓宙斯與神使赫耳墨斯贈給她一头会飛、會说话的金色绵羊克律索馬羅斯，讓牠背着赫勒和佛里克索斯逃离伊諾的迫害。）
还有一个典故是涅斐勒与赫拉克勒斯互相做对的故事。有一次赫拉克勒斯受半人马的款待。半人马族有一种特别的酒，但这个酒是属于所有半人马族所喝的，因此半人马没有给赫拉克勒斯喝这个酒。最后赫拉克勒斯还是偷喝酒讓半人马族感到很生气，因此他們就找赫拉克勒斯算账。结果赫拉克勒斯在戰鬥中殺掉两個半人马。由於涅斐勒是半人马的祖宗，因此她使天空中下起大雨浸湿赫拉克勒斯的弓使他无法射箭，但還是沒能阻止赫拉克勒斯殺掉許多個半人马。
431号小行星是以涅斐勒所命名的。